# لئون سابوئا
لئون سابوئا (آبخازی: Леон Русҭам-иҧа Сабуа؛ زادهٔ ۱ سپتامبر ۲۰۰۰) بازیکن فوتبال اهل روسیه است.
از باشگاه‌هایی که در آن بازی کرده‌است می‌توان به باشگاه فوتبال کراسنودار اشاره کرد.